# Bhidea
Bhidea là một chi thực vật có hoa trong họ Hòa thảo (Poaceae).

## Loài
Chi Bhidea gồm các loài: